# Alex Proyas
Alexandros "Alex" Proyas, född 23 september 1963 i Kairo i Egypten, är en filmregissör, manusförfattare och filmproducent. Han flyttade till Sydney, Australien, vid tre års ålder.

## Filmografi

### Kortfilmer
- Neon (1980)
- Groping (1980)
- Strange Residues (1981)
- Spineless (1987)
- Book of Dreams: Welcome to Crateland (1994)

### Långfilmer
| År   | Film                                       | Krediterad som | Krediterad som | Krediterad som  |
| År   | Film                                       | Regissör       | Producent      | Manusförfattare |
| ---- | ------------------------------------------ | -------------- | -------------- | --------------- |
| 1989 | Spirits of the Air, Gremlins of the Clouds | No             | No             | No              |
| 1994 | The Crow                                   | No             |                |                 |
| 1998 | Dark City                                  | No             | No             | No              |
| 2002 | Garage Days                                | No             | No             | No              |
| 2004 | I, Robot                                   | No             |                |                 |
| 2009 | Knowing                                    | No             | No             |                 |
| 2016 | Gods of Egypt                              | No             | No             | No              |

### Musikvideor (urval)
- "Flicker" – Fetus Productions (1983)
- "In Your Eyes" – Dropbears (1985)
- "Kiss the Dirt" – INXS (1986)
- "Magic Touch" – Mike Oldfield
- "Don't Dream It's Over" – Crowded House (1987)
- "Holiday" – The Other Ones (1987)
- "Rhythm of Love" – Yes (1987)
- "Better Be Home Soon" – Crowded House (1988)
- "Mysteries of Love (Songlines)" – Alphaville (1989)
- "When We Dance" – Sting (1994)

(Alex Proyas har regisserat omkring 100 musikvideor.)